# Liste de prénoms calédoniens
 (décembre 2016).
Améliorez-le ou discutez des points à vérifier. 
 (mai 2009).
Si vous disposez d'ouvrages ou d'articles de référence ou si vous connaissez des sites web de qualité traitant du thème abordé ici, merci de compléter l'article en donnant les références utiles à sa vérifiabilité et en les liant à la section « Notes et références ».
Cette liste évoque des prénoms utilisés dans le Pacifique sud. Parmi ces prénoms la plupart sont d'origine mélanésienne (kanak), tahitienne, wallisienne et futunienne mais aussi d'autres îles du Pacifique.

## Prénoms masculins

### A
- Akahi : Première fois
- Aliki : en wallisien ce prénom s'interprète de 3 façons : 1) Roi , 2) descendance royale, 3) le Seigneur
- Ami : Eau desséchée
- Aouida / Awida : Prénom Kanak de Nouvelle-Calédonie originaire des régions de Thio, Boulouparis et Lafoa
- Arii : Roi
- Arona : Le prince qui affronte la nuit
- Atonio : en wallisien traduction Antoni ou Antonio
- Ayo : Traduction polynésienne du prénom Adolphe

### D
- Djatoua: : prénom kanak originaire de Thio Nouvelle-Calédonie. Ce prénom signifie " prendre le visage d'une personne ou prendre son apparence " en langue Kanak xârâcùù. Ce prénom est répandu dans les régions de Thio et de Boulouparis.
- Djeuda : prénom kanak originaire et répandu les régions de Thio et de Boulouparis en Nouvelle-Calédonie
- Djeukimoa : prénom kanak originaire de Paita en Nouvelle-Calédonie, mais répandu à Thio. Ce prénom signifie "fumée de palétuvier" en langue kanak xârâcùù (Djeu = fumée; Kimoa = Palétuvier).
- Djeupia : prénom kanak originaire des régions de Thio et de Boulouparis en Nouvelle-Calédonie. Ce prénom signifie "fumée de guerre " en langue Kanak xârâcùù (Djeu = fumée ; Pia = Guerre). Ce prénom est répandu dans les régions de Thio, Boulouparis, La Foa, Canala.
- Djeuteïnon : prénom kanak originaire de Thio.

### E
- Etini : Nombreuses fleurs blanches sur le chemin

### H
- Heia : La beauté couronnée de plumes
- Here : Aimé(e)
- Hinano : fleur de pandanus
- Hiro : se rapporte au Dieu polynésien de la pêche et des voyages

### I
- Ioakina : Traduction polynésienne du prénom Joachim
- Ioane : Traduction polynésienne du prénom Jean

### L
- Lagi : du wallisien, signifiant le ciel
- Loé : Roi

### M
- Mālama : d’origine wallisienne, il signifie la lumière (feu)
- Manoa : Pureté
- Manuelé : en wallisien traduction Manuel.
- Matahi : qui se rapporte à l'aîné.
- Moana : provenant du wallisien, il signifie l’Océan.
- Moé : Le sommeil du soleil assombri
- Moérii : Petit sommeil
- Moidoukoari : Prénom Kanak originaire des régions de Thio et de Boulouparis en Nouvelle-Calédonie.

### N
- Nani : Enfant aimé de l'assemblée divine

### P
- Pani : Ciel sacré, ferme des dieux

### R
- Reva : La voûte céleste (tahitien) - Le pavillon rouge de la flotte

### S
- Sato : Le cerf de Bopope

### T
- Tahiri : brise éventant le grand soleil
- Tagaloa : nom d’une divinité suprême qui est à l’origine de Uvea (Wallis) mo Futuna d’après les légendes anciennes.
- Tahitoa : sans crainte
- Taia : chagrin
- Tama : enfant
- Tamarii : enfant
- Tane : homme
- Tani : traduction polynésienne de Denis
- Teano : La solitude de la terre lointaine
- Tearii : le roi
- Toa : du wallisien, il signifie le guerrier.

### V
- Vaiiti : petite rivière du val sombre

## Prénoms féminins

### A
- Amaïs : fleur sacrée

### D
- Djochi / Diochi : prénom féminin kanak de Nouvelle-Calédonie, originaire d'un clan propriétaire terrien à Thio installé a la tribu de Ouroué. Ce prénom s'est répandu à Thio, Nakéty et Canala via les mariages, naissances, adoptions.

### K
- Kālala : d’origine futunienne, elle signifie claire.

### L
- Losa : du wallisien, qui signifie rose (fleur) et Rose (prénom), il existe également une variante qui est Losalia qui se traduit par Rosalie.

### M
- Mâ / Mââ : prénom kanak originaire de Thio en Nouvelle-Calédonie. Ce prénom est répandu dans la région de Thio.
- Marie-Emaïde : « Prénom croisé » français et calédonien. Emaïde qui signifie « lointaine » et est jumelée avec Emma[réf. nécessaire].

- Méréï / Méréhi : prénom féminin kanak issu du clan Owi dans les régions de Thio et de Boulouparis en Nouvelle-Calédonie. Ce prénom s'est répandu au début du XXe siècle à Thio et Canala, dû à une popinée issue du lignage TENDA de ce clan. Cette popinée du nom de "Méréï/Méréhi" et qui lors des cérémonies de conversion au catholicisme à Thio fut baptisée catholiquement sous le prénom "Suzanne" à la mission de Thio. Elle servit en autre comme « marraine » à la mission de Thio pour plusieurs enfants de « convertis », nés au début du XXe siècle. Ces enfants qui plus tard, étant devenus adultes et parents eux-mêmes à leur tour, transmettront les prénoms Suzanne et/ou Méréï/Méréhi à leurs enfants, en guise de reconnaissance envers leur marraine.

- Malekalita : provenant du wallisien et futunien se traduit par Magalie en français.

- Malia : d’origine wallisienne et futunienne mais aussi hawaïenne, Malia signifie calme et paisible. Elle est la traduction du prénom Marie.

### S
- Seilala : prénom d’origine wallisienne.

- Siale : du wallisien, signifiant la fleur de Tiaré

### V
- Vahinerii : princesse
  - exemple : Vahinerii Requillart, 1re dauphine de Miss France 2008, née en 1988 à Nouméa

- Vai : du wallisien et futunien, signifie l’eau.
- Vaimalama : d’origine wallisienne, elle signifie « source de lumière » ou « eau lumineuse ».

- Valeranaa : belle/adorée
- Vanolee : admirée